# تطوير قصب السكر والصناعات التكاملية
تعتبر شركة تطوير قصب السكر والصناعات التكاملية (بالفارسية: شرکت توسعه نیشکر و صنایع جانبی) و (بالإنجليزية: Sugarcane & By Products Development Company)‏ من الشركات الصناعية الكائنة في محافظة خوزستان جنوب غربي ايران. تعمل هذه الشركة في قطاعين: إنتاج السكر والصناعات التكاملية. وتعتبر كل من الشركات السبعة: الأمام الخميني، ودِعْبِل الخُزَاعِي، والفارابي، وأمير كبير، وميرزا كوجك خان، وسلمان الفارسي، ودهخدا تابعات لشركة تطوير قصب السكر والصناعات التكاملية القابضة، حيث تبلغ طاقتها الإنتاجية 700 ألف طن من السكر سنويًا. في وقت لاحق، في عام 2021 ، ألحقت شركة هفت تبه لزراعة وصناعة قصب السكر بإعتبارها شركة فرعية لهذه الشركة. تقع شركة تطوير قصب السكر والصناعات التكاملية القابضة، أكبر منتج للسكر في إيران، في مقاطعة خوزستان.

## تاريخها
في عام 1983، تم تشكيل مجلس السكر في إيران، وخلال الدراسات التي أجراها صندوق دراسات السكر من عام 1984 لغاية عام 1986، وافق البرلمان الإيراني على الحاجة إلى إنشاء شركة لتطوير قصب السكر والصناعات التكاملية. وذلك بسبب حاجة إيران إلى السكر ومنع استيراده، حيث تأسست هذه الشركة في مدينة الأهواز عام 1990. وألزم البرلمان الإيراني حينها وزارة الزراعة بتحقق الاكتفاء الذاتي في إنتاج السكر وإنشاء 7 وحدات لزراعة وصناعة قصب السكر بمساحة 84 ألف هكتار صافي لزراعة قصب السكر وبناء مصانع السكر وتكرير السكر وعلوفة المواشي والألواح الصناعية (MDF) ومصانع الورق ومصانع التكنولوجيا الحيوية التي تحتاجها الدولة، مثل الخميرة والكحول، ذات سعة إنتاجية مناسبة. والآن تم إنشاء وحدات الزراعة والصناعة في إطار شركة تطوير قصب السكر والصناعات الثانوية لإنتاج الكحول والخميرة والـMDF وعلوفة المواشي بالقدرات المحددة.

## أركان الشركة
أعضاء هذه الشركة هم الجمعية العمومية ومجلس الإدارة والعضو المنتدب ومدقق الحسابات. أعضاء الجمعية العمومية هم وزير الزراعة (رئيس الجمعية العمومية)، وزير الشؤون الاقتصادية والمالية، وزير الصناعات الثقيلة ، وزير الصناعات، وزير الطاقة، وزير التجارة ورئيس منظمة البرنامج والميزانية.

## المساهمين
40٪ من أسهم شركة تطوير قصب السكر والصناعات التکاملیة مملوكة لبنك صادرات، و 40٪ لبنك ملي و 20٪ لوزارة الجهاد الزراعي نيابة عن الحكومة.

## الشركات التابعة
شركة آبان بسبار للأنابيب البولي إيثيلين والأنابيب والهياكل الخرسانية والأكياس البلاستيكية
شركة راصد صنعت لتصليح أنواع المضخات والمحركات الكهربائية
الشركة التجاریة لقصب السكر
معهد خوزستان لبحوث وتدريب قصب السكر والصناعات التکاملیة
شرکة سداد فام الهندسية واللوجستية
فندق قصب السكر

## شركة قصب السكر و كوفيد-19
تعد شركة الرازي للخميرة والكحول التابعة لشركة قصب السكر هي أكبر منتج للكحول في إيران. وزودت هذه الشركة معظم مصنعي المطهرات الطبية والمعقمات في إيران أثناء تفشي كورونا.